# Micromyzodium clinopodii
Micromyzodium clinopodii är en insektsart. Micromyzodium clinopodii ingår i släktet Micromyzodium och familjen långrörsbladlöss. Inga underarter finns listade i Catalogue of Life.